# Dżizan
Dżizan (arab. ‏جازان‎ Jizān) – miasto w południowo-zachodniej Arabii Saudyjskiej, nad Morzem Czerwonym. Dawniej nosiło nazwę At-Tihama. Jest siedzibą administracyjną prowincji Dżazan. Według spisu ludności z 2010 roku liczyło 127 743 mieszkańców. Stanowi ważny port handlowy i rybacki i centrum przemysłu rybnego. Mieści się w nim lotnisko.